# Yrjö Murto
Yrjö Aleksanteri Murto, född 24 augusti 1899 i Revolax, död 17 december 1963 i Helsingfors, var en finländsk politiker. 
Murto, som ursprungligen var sågverksarbetare, var funktionär vid Träarbetarförbundet 1927–1930 och dess ordförande 1930–1931. Han vistades i Sovjetunionen 1930–1935 och hölls av politiska skäl fängslad i hemlandet 1935–1944. Efter krigsslutet var Murto, som tillhörde Finlands kommunistiska parti, andre kommunikationsminister 1945–1946 och andre folkförsörjningsminister 1946–1948. Han invaldes 1948 i Finlands riksdag som representant för Demokratiska förbundet för Finlands folk och innehade detta mandat till sin död.